# Lijst van Homo erectus-vondsten
Dit is een (onvolledige) lijst van Homo erectus-vondsten. Hierbij wordt de classificatie Homo erectus in haar ruimste zin gevolgd. Verscheidene onderzoekers beschouwen een aantal van deze vondsten als toebehorend tot aparte soorten, zoals Homo ergaster, Homo antecessor en Homo cepranensis.

## Oost- en Zuidoost-Azië
| Land      | Vindplaats                                   | Inventarisnr.            | Alternatieve naam                                                                                 | Datering                                         | Afbeelding | Opmerking |
| --------- | -------------------------------------------- | ------------------------ | ------------------------------------------------------------------------------------------------- | ------------------------------------------------ | ---------- | --- |
| China     | Lantian, Shaanxi (Gongwangling en Chenjiawo) |                          | Homo erectus lantianensis, Lantianmens                                                            | 1.150.000-650.000 BP                             |            | twee vondsten, in Gongwangling en Chenjiawo                                                                                       |
| China     | Xuetangliangzi, Yunxian                      |                          | Yunxianmens                                                                                       | 600.000 tot 400.000 BP                           |            | mogelijk H.heidelbergensis |
| China     | Zhoukoudian                                  |                          | Sinanthropus pekinensis, Homo erectus pekinensis, Pekingmens                                      | 750.000 BP                                       |            | |
| China     | Nanjing                                      |                          | Homo erectus nankinensis, Nankingmens                                                             | 580.000-620.000 BP                               |            | |
| China     | Longtan-grot, Hexian                         | IVPP PA 830              | Hexianmens                                                                                        | 280.000-240.000 of 190.000-150.000 of 412.000 BP |            | |
| China     | Yuanmou, Yunnan                              |                          | Homo erectus yuanmouensis, Yuanmoumens                                                            | 600.000-500.000 BP                               |            | |
| Indonesië | Trinil                                       | Trinil 2                 | Pithecantropus erectus, Homo erectus javanicus, Javamens                                          | 1.510.000-900.000 BP                             |            | type-exemplaar van H. erectus |
| Indonesië | Sangiran                                     | Sangiran 2               | Pithecanthropus erectus                                                                           | 1.600.000 - 700.000                              |            | |
| Indonesië | Sangiran                                     | Sangiran 6               | Meganthropus palaeojavanicus, M. erectus, Homo erectus meganthropus, Homo erectus palaeojavanicus |                                                  |            | door sommigen als ondersoort Homo erectus meganthropus gezien                                                                     |
| Indonesië | Ngandong                                     |                          | Javanthropus, Homo erectus soloensis, Solomens                                                    | 108.000-117.000 BP                               |            | wordt gezien als late ondersoort: mogelijk tot ca. 20.000 - 15.000 BP, ruim na de aankomst van de vroege moderne mens in de regio |
| Indonesië | Mojokerto                                    | Mojokerto 1 of Perning 1 | Pithecanthropus modjokertensis, Homo modjokertensis, Mojokertokind                                | 1.4300.000 - 1.490.000 BP                        |            | kinderschedel |
| Thailand  | Koh Kha                                      |                          | Lampang Man, Lampangmens                                                                          | 1.000.000 - 500.000 BP                           |            | schedelresten |

## Afrika
Meerdere onderzoekers beschouwen de Afrikaanse vondsten als toebehorend tot een aparte soort, Homo ergaster. 
| Land        | Vindplaats                               | Inventarisnr.    | Alternatieve naam                            | Datering                 | Afbeelding | Opmerking                                                                      |
| ----------- | ---------------------------------------- | ---------------- | -------------------------------------------- | ------------------------ | ---------- | ------------------------------------------------------------------------------ |
| Algerije    | Tighennif                                |                  | Atlanthropus mauritanicus, Ternifinemens     | 700.000 BP               |            | tegenwoordig meestal bij Homo heidelbergensis ingedeeld                        |
| Eritrea     | Buia                                     | UA-31            | The Lady of Buia                             | 1.000.000 BP             |            | cranium                                                                        |
| Ethiopië    | Herto Bouri                              | BOU-VP-2/66      | Daka-schedel                                 | 1.000.000 BP             |            |                                                                                |
| Ethiopië    | Konso                                    | KGA10-1          |                                              | 1.400.00 BP              |            |                                                                                |
| Ethiopië    | Gona                                     | BSN49/P27        | Gona pelvis                                  | 1.400.000 - 900.000 BP   |            | vrouwelijk bekken, toont evolutie in verband met toenemende schedelmaat baby's |
| Kenia       | Koobi Fora                               | KNM-ER 3883      |                                              | 1.600.000 BP             |            |                                                                                |
| Kenia       | Koobi Fora                               | KNM-ER 992       |                                              | 1.500.000 BP             |            |                                                                                |
| Kenia       | Koobi Fora                               | KNM-ER 3733      |                                              | 1.630.000 BP             |            |                                                                                |
| Kenia       | Koobi Fora                               | KNM-ER 42700     |                                              | 1.550.000 BP             |            |                                                                                |
| Kenia       | Nariokotome-rivier nabij het Turkanameer | KNM-WT 15000     | Turkana Boy, Nariokotome Boy                 | 1.600.000 BP             |            | meest complete skeletvondst                                                    |
| Kenia       | Olorgesailie                             | KNM-OG(OL) 45500 |                                              | 900.000 BP               |            | deel van schedel                                                               |
| Tanzania    | Olduvaikloof                             | OH 28            |                                              | 600.000 - 800.000        |            |                                                                                |
| Zuid-Afrika | Drimolen                                 | DNH-134          | "Simon"                                      | 1.950.000 - 2.040.000 BP |            |                                                                                |
| Zuid-Afrika | Swartkrans                               |                  | Telanthropus capensis, Homo erectus capensis |                          |            | onderkaak                                                                      |

## West-Azië en Europa
| Land      | Vindplaats                       | Inventarisnr. | Alternatieve naam                                      | Datering               | Afbeelding | Opmerking                                                                                 |
| --------- | -------------------------------- | ------------- | ------------------------------------------------------ | ---------------------- | ---------- | ----------------------------------------------------------------------------------------- |
| Frankrijk | Tautavel                         |               | Homo erectus tautavelensis, Tautavelmens               | 450.000 BP             |            | tegenwoordig meestal bij Homo heidelbergensis ingedeeld                                   |
| Georgië   | Dmanisi                          |               | Homo erectus georgicus, Homo georgicus, Dmanisi-mensen | 1.800.000 BP           |            | wegens de archaïsche kenmerken oorspronkelijk als Homo georgicus ingedeeld                |
| Israël    | Ubeidiya                         |               |                                                        | 1.500.000 BP           |            | kies en snijtand                                                                          |
| Italië    | Ceprano                          |               | Homo cepranensis, Cepranomens                          | 800.000 - 900.000 BP   |            | wordt vaak als aparte soort Homo cepranensis of als vroege Homo heidelbergensis ingedeeld |
| Turkije   | Kocabaş                          |               | Kocabaşmens, Denizlimens                               | 1.100.000 BP           |            | schedeldak                                                                                |
| Spanje    | Gran Dolina, Sierra de Atapuerca |               | Homo antecessor                                        | 1.200.000 - 800.000 BP |            | wordt meest als aparte soort Homo antecessor ingedeeld                                    |